# 르노 5
르노 5(Renault 5)는 프랑스의 자동차 회사 르노가 1972년부터 1996년까지 생산되었던 소형차이다.

## 1세대

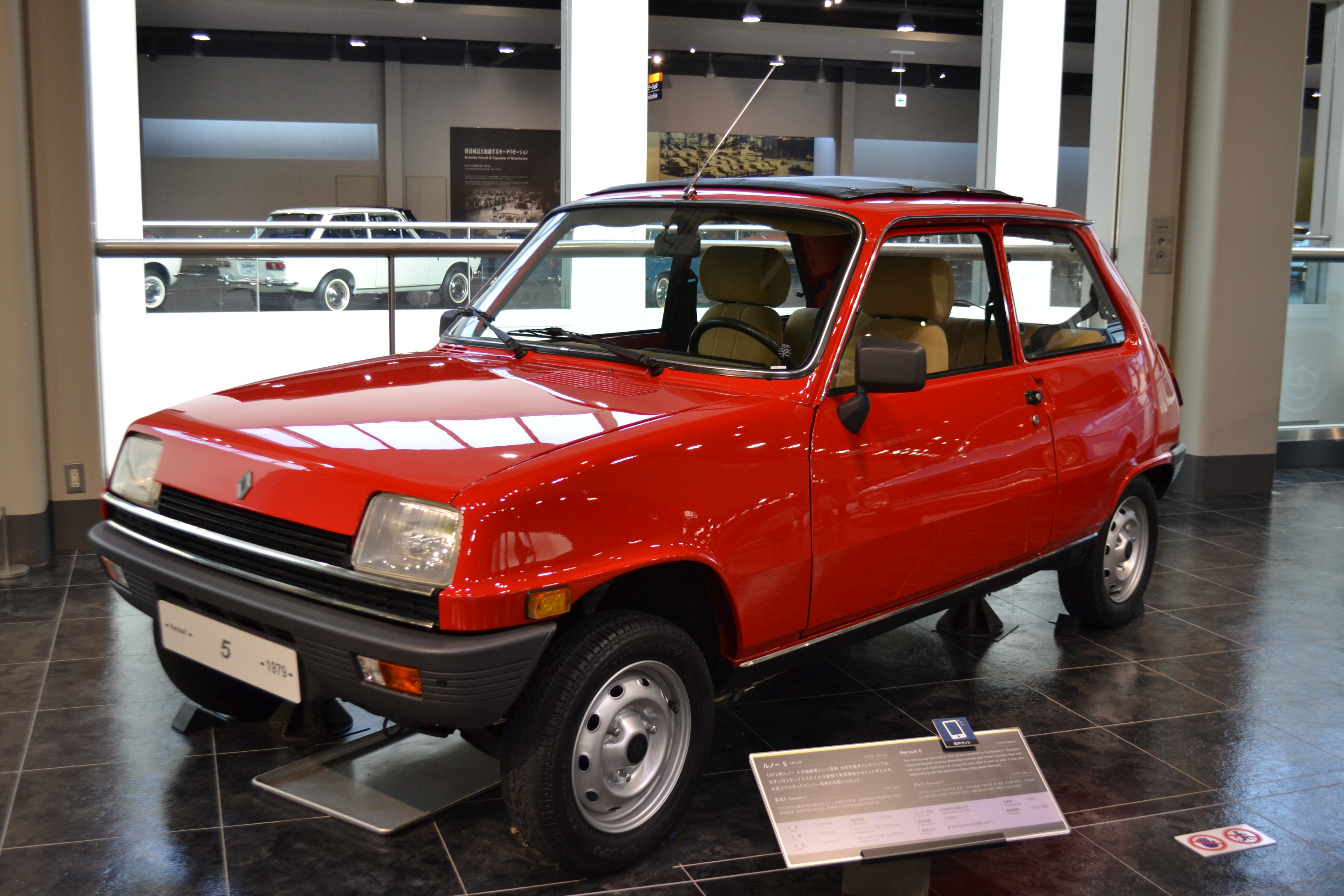
르노 5 정측면

스페인 시장에는 세단형 버전인 7이 팔리기도 하였고, 북미 시장에서는 AMC를 통해 르 카로 팔리기도 하였다. 고성능 버전인 르노 5 터보도 있었으며, 엔진을 앞죄샥 바로 뒤쪽에 배치시켜 후륜구동이 되었다.

## 2세대

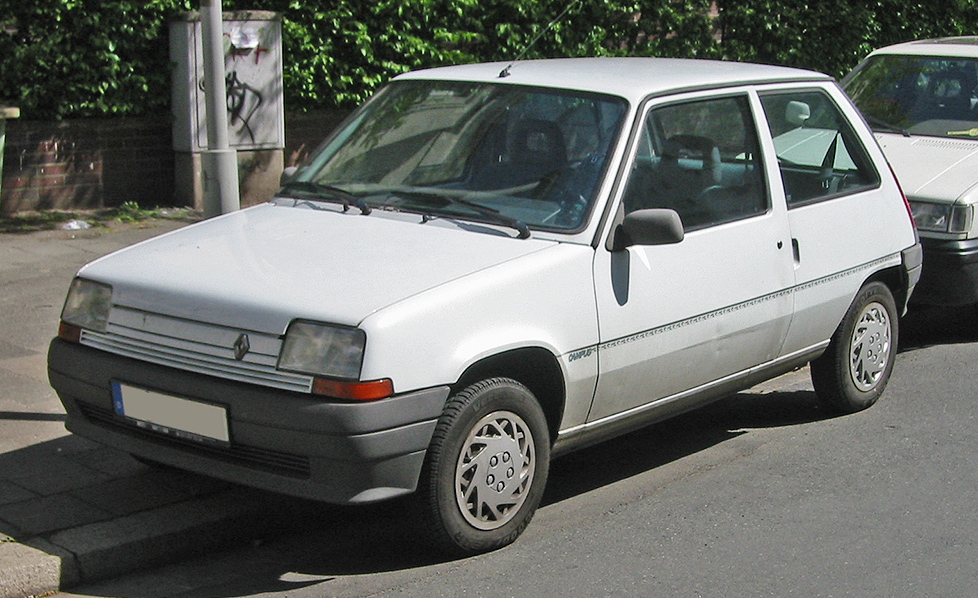
르노 5 정측면

1984년에 출시되었으며, 1세대의 디자인을 계승하되 조금 더 커지고 부드러운 디자인으로 바뀌었다.
1990년 후속인 클리오가 출시되었지만 더 생산되다가 1996년 바이 바이 사양을 마지막으로 발매하고 단종하였다. 여담으로 바이 바이라는 명칭은 2세대 클리오 캠퍼스의 마지막 사양명으로 다시 쓰이기도 했다.

## 3세대
2024년에 기존 르노 5의 디자인을 계승한 5 E-테크가 출시되었으며, 2012년부터 2024년까지 판매된 조에도 대체한다.